# DNA提取
DNA提取是從細胞等樣本中取得DNA的常規方法。

## DNA提取概述
DNA提取分爲三個基本步驟，每個步驟的具體方法可根據樣品種類、影響提取的物質以及後續步驟的不同而有區別。
1. 利用研磨或者超聲波破碎细胞得到沉澱，或者酚或氯仿抽提，以除掉細胞内的蛋白，如與DNA結合的組蛋白。
2. 將DNA在冷乙醇或異丙醇中沉澱，因爲DNA在醇中不可溶而黏在一起，這一步也能除掉鹽分。
3. 测定样品的DNA浓度并分析DNA纯度 （页面存档备份，存于），使用二苯胺试剂进行定性鉴定。

另外，目前也有利用吸附過柱的方法提取DNA的商業化試劑盒。

## DNA的檢測
二苯胺（DPA）指示劑能夠證明DNA的存在。在酸中加熱後，含有脫氧糖的DNA水解，2-脫氧核糖轉變為ω-羥基菊芋糖醛（ω-hydroxylevulinyl aldehyde），與二苯胺反應，產生藍色的化合物。DNA濃度可以利用分光光度計通過測量溶液在600nm的吸光度來計算。
測量DNA純度的方法是測量DNA溶液在260和280nm的吸光度。DNA吸收260nm處的紫外光，而蛋白質吸收280nm處的。一個較純的DNA樣品應該基本不含蛋白質，因此260/280的吸光度比值應該較高。
DNA也可以通過限制性核酸内切酶切開後跑膠，與已知濃度的DNA分子量標準（marker或者ladder）對照來測定濃度。

## DNA的使用
提取得到的基因組DNA包含細胞核和粒線體DNA（真核生物）以及葉綠體DNA（植物和藻類）。這些DNA可用於法醫學鑑定、診斷和系統發育研究，以及用於進一步的聚合酶鏈式反應（PCR）以獲得DNA中的特殊信息。
純化得到的DNA也可用於研究DNA結構和化學性質，檢驗DNA-蛋白質相互作用，進行南方墨點法雜交，複製和測序。